# 熊本県道290号教良木知十港線
熊本県道290号教良木知十港線（くまもとけんどう290ごう きょうらぎちじゅうこうせん）は、熊本県上天草市を通る一般県道である。

## 概要
上天草市松島町内野河内から上天草市松島町今泉に至る。

### 路線データ
- 起点：熊本県上天草市松島町内野河内（熊本県道34号松島馬場線（熊本県道277号姫戸港教良木線重複区間）交点）
- 終点：熊本県上天草市松島町今泉（松島町知十橋交差点、国道324号交点）

## 地理

### 通過する自治体
- 上天草市

### 交差する道路
| 交差する道路                                            | 交差する場所   | 交差する場所              |
| ------------------------------------------------------- | -------------- | ------------------------- |
| 熊本県道34号松島馬場線 熊本県道277号姫戸港教良木線 重複 | 松島町内野河内 | 起点                      |
| 国道324号                                               | 松島町今泉     | 松島町知十橋交差点 / 終点 |

### 沿線
- 倉江川
- 松島有明道路
  - 知十IC
  - 米の山IC